# Französische Badmintonmeisterschaft 1980
Die Französische Badmintonmeisterschaft 1980 fand in Valence statt. Es war die 31. Austragung der nationalen Titelkämpfe im Badminton in Frankreich.

## Titelträger
| Disziplin    | Sieger                           |
| ------------ | -------------------------------- |
| Herreneinzel | Joël Gueguen                     |
| Dameneinzel  | Anne Méniane                     |
| Herrendoppel | Patrice Lehouerou Yves Corbel    |
| Damendoppel  | Fabianne Chaboussie Anne Méniane |
| Mixed        | Yves Corbel Yveline Hue          |